# Tahiraguhé
Tahiraguhé est une localité bété proche de Daloa à l'ouest de la Côte d'Ivoire.

## Personnalités liées
- Ernesto Djédjé
- Luckson Padaud